# Kościół Matki Bożej Miłosierdzia Ostrobramskiej w Rucianem-Nidzie
Kościół Matki Bożej Miłosierdzia Ostrobramskiej – rzymskokatolicki kościół parafialny należący do dekanatu Pisz diecezji ełckiej. Jeden z zabytków miasta.
Świątynia została zbudowana w 1910 roku jako kościół ewangelicki. Po II wojnie światowej została przekazana katolikom. Kościół został wzniesiony w stylu zbliżonym do neogotyku. Bezpośrednio ze świątynią sąsiaduje kompleks mieszkalny: mieszkanie dla proboszcza, kancelaria i sala dla młodzieży. W 1962 roku przy kościele została erygowana parafia pw. Matki Bożej Miłosierdzia Ostrobramskiej. Proboszcz, ksiądz Stanisław Ławrynowicz razem z parafianami wykonywał elewacje dach i inne prace remontowe.